# Carlos Alves (piloto)
Carlos Alves (São Paulo, 18 de setembro de 1964) é um piloto brasileiro automobilismo.
Carlos Alves é um vitorioso ex-piloto de Stock Car. Atualmente, atua como chefe de equipe de sua própria equipe Carlos Alves Competition, sendo um profissional experiente e referência.
Carlão, como é conhecido, também é mestre de bateria e atual presidente da escola de samba Tom Maior.